# Obwód atyrauski
Obwód atyrauski (kaz. Атырау облысы, ros. Атырауская область) – jeden z 17 obwodów w Republice Kazachstanu. Znajduje się na zachodzie kraju, nad północno-wschodnimi brzegami Morza Kaspijskiego. Stolicą obwodu jest miasto Atyrau, zamieszkane przez 295 509 osób; populacja całego obwodu wynosi zaś 657 110 osób. Mając powierzchnię 118 600 kilometrów kwadratowych, obwód atyrauski jest przedostatnią pod względem wielkości jednostką administracyjną w kraju (mniejszy jest tylko obwód południowokazachstański). Obwód graniczy z Federacją Rosyjską na zachodzie oraz z obwodami: aktiubińskim na wschodzie, mangystauskim na południu i zachodniokazachstańskim na północy. Spora część obwodu atyrauskiego znajduje się na bogatej w ropę naftową Nizinie Nadkaspijskiej. Przebiega tu też rurociąg z Atyrau do Samary, gdzie łączy się z rosyjskim systemem rurociągowym.

## Rejony
- rejon Inder
- rejon Isataj
- rejon Kurmangazy
- rejon Kyzyłkoga
- rejon Machambet
- rejon Makat
- rejon Żyłyoj